# Kapitolski Brut
Kapitolski Brut je antični rimski bronast doprsni kip, ki ga na splošno predstavljajo kot rimskega konzula Lucija Junija Bruta (umrl 509 pr. n. št.), običajno datiran na konec 4. do začetka 3. stoletja pred našim štetjem, morda pa šele v 2. stoletje pred našim štetjem ali v začetku 1. stoletja pr. n. št. Doprsni kip je visok 69 cm in je trenutno v dvorani zmag v Kapitolikih muzejih v Rimu. Tradicionalno velja za zgodnji primer rimskega portreta in morda delo etruščanskega umetnika pod vplivom helenistične umetnosti in sodobnih grških slogov portretiranja, morda je to »arhaično delo 1. stoletja pr. n. št.« . Rimska glava je bila v času renesanse opremljena z bronasto oblečeno togo.

## Zgodovina
Doprsni kip je bil odkrit v Italiji v 16. stoletju. Leta 1564 ga je mestu Rimu zapustil kardinal Rodolfo Pio da Carpi. Njegovo identifikacijo kot predstavitev starodavnega rimskega državnika Lucija Junija Bruta so najprej oblikovali zgodovinarji, ki so ga izkopali in preučili v času renesanse, na podlagi branja rimske zgodovine. Vendar ni nobenega neposrednega dokaza, da predstavlja Bruta. 
Prvo risbo kipa je naredil nizozemski umetnik Maarten van Heemskerck nekje med 1532–36, čeprav je bil prvič opisan v pisni obliki leta 1549.
Doprsni kip je bil shranjen na Kapitolskem griču in od leta 1627 v Palazzo dei Conservatori (Kapitolski muzeji), dokler ga papež Pij VI. ni leta 1797 predal Francoski prvi republiki. Nato je bil v juliju 1798 uporabljen v zmagoslavni procesiji Napoleona Bonaparta v Parizu. Leta 1816 se je končno vrnil v Rim v Palazzo dei Conservatori, kjer je od takrat ostal.

## Domneve
Špekulacije, da naj bi doprsje pomenilo Lucija Junija Bruta, se je začelo s pisanjem italijanskega naturalista iz 16. stoletja Ulissa Aldrovandija. Nizozemski zgodovinar iz 17. stoletja in urednik Lactantiusa Gallaeusa Servatiusa je trdil, da je rimski kovanec, skovan med Brutovim konzulstvom, imel podobne obrazne poteze kot kip. Profil doprsja je podoben profilu na kovancu, ki prikazuje Lucija Junija Bruta, ki je tudi koval po umoru Julija Cezarja. 
Nemški umetnostni zgodovinar iz 18. stoletja, Johann Joachim Winckelmann, ni bil edini med sodobniki, ki je menil, da doprsni kip ne predstavlja pravzaprav Bruta. Italijanski zgodovinar Ennio Quirino Visconti je izrazil dvom, da resnično predstavlja Bruta in je želel poudariti, da glava in doprsje nista bila originalno izdelana skupaj ali drug za drugega. To je bila ideja, ki je bila prvič predlagana v 17. stoletju, ko so nekateri mislili, da je glava prvotno pripadala večjemu bronastemu kipu, ki je nekoč stal na Kapitolskem griču.

## Sodobne študije
Znanstveniki 20. stoletja so bili manj zaskrbljeni glede tega ali je bil to idealiziran portret Bruta in bolj obremenjeni z natančnim datiranjem in poreklom doprsja. Ugotovljeno je bilo, da je izvorno iz središča Italije z jasnim vplivom grškega kiparstva in portreta iz prve polovice 3. stoletja pred našim štetjem. Lahko prihaja od celopostavnega kipa. Vendar pa je možno, da datira v »pozno ali zgodnje 1. stoletja pr. n. št., ko e obstajala moda za ustvarjanje živahnih namišljenih 'portretov' zgodnjih rimskih znanih osebnosti , ki jih 'obravnava podrobnosti' predlaga. Na primer, dobro znan rimski bronast doprsni kip Scipia Africanusa well-known Roman bronze bust  (236-183 pr. n. št.), ki je zdaj v Nacionalnem arheološkem muzeju v Neaplju in je datiran v sredino 1. stoletja pr. n. št. . Izkopan je bil v Vili papirusov v Herkulaneju, avtor Karl Jakob Weber.